# Рембеське
Рембеське (пол. Rębieskie) — село в Польщі, у гміні Здунська Воля Здунськовольського повіту Лодзинського воєводства.
Населення — 209 осіб (2011).
У 1975-1998 роках село належало до Серадзького воєводства.

## Демографія
Демографічна структура станом на 31 березня 2011 року:
|          | Загалом | Допрацездатний вік | Працездатний вік | Постпрацездатний вік |
| -------- | ------- | ------------------ | ---------------- | -------------------- |
| Чоловіки | 107     | 21                 | 71               | 15                   |
| Жінки    | 102     | 19                 | 56               | 27                   |
| Разом    | 209     | 40                 | 127              | 42                   |